# Все в выигрыше
«Все в выигрыше» (англ. Everybody Wins) — кинофильм режиссёра Карела Рейша, вышедший на экраны в 1990 году. Экранизация одноимённой пьесы Артура Миллера.

## Сюжет
Опытный частный детектив Том О'Тул получает от молодой женщины по имени Анджела Криспини предложение заняться расследованием убийства доктора Дэниелса. Она убеждена, что осуждённый по этому делу племянник Дэниелса Феликс невиновен. О'Тул поначалу сомневается, стоит ли браться за этот случай, однако чувство соперничества с прокурором Хэггерти и влюблённость в Анджелу перевешивают, и он приступает к расследованию. Вскоре выясняется, что в деле каким-то образом замешана не только верхушка местных правоохранительных органов, но и сама Анджела...

## В ролях
- Ник Нолти — Том О'Тул
- Дебра Уингер — Анджела Криспини
- Уилл Паттон — Джерри
- Джудит Айви — Конни
- Кэтлин Уилхойт — Эми
- Джек Уорден — судья Гарри Мёрдок
- Фрэнк Конверс — прокурор Чарли Хэггерти
- Фрэнк Милитари — Феликс
- Стивен Скайбелл — отец Манчини